# 奥村政信
奥村 政信（おくむら まさのぶ、貞享3年〈1686年〉 - 宝暦14年2月11日〈1764年3月13日〉）とは、江戸時代前期の浮世絵師、版元。

## 来歴

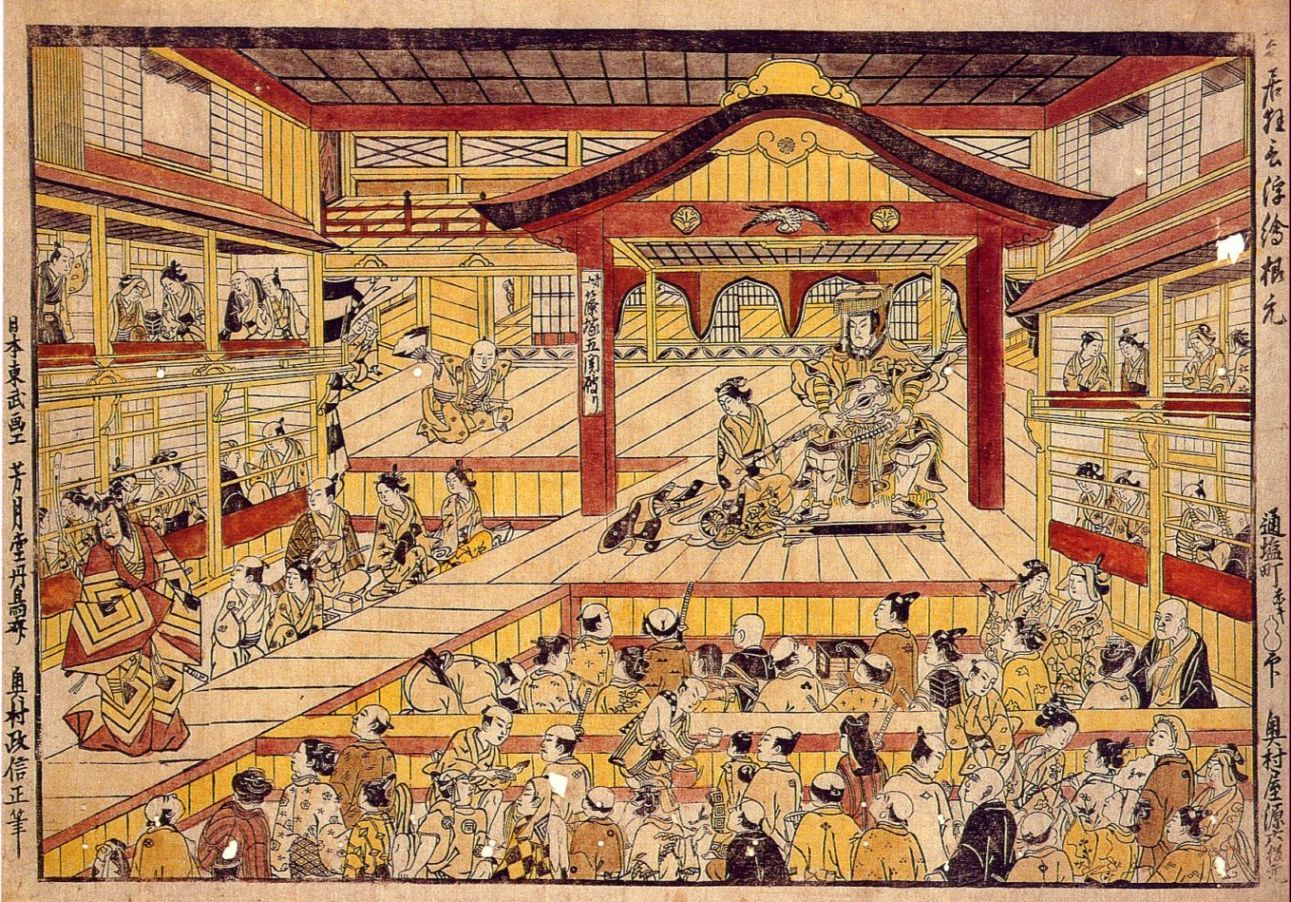
「芝居狂言浮絵根元」　当時の劇場の様子を浮絵の手法で描く。破風下の柱に「篠塚五関破り」とあるところから、寛保3年（1743年）11月中村座の顔見世『艤貢太平記』の一番目大詰を描いたものであることがわかる（『歌舞伎年表』第二巻）。政信画。

姓は奥村、名は源八、または源八郎。江戸の生まれ。芳月堂、丹鳥斎、文角、梅翁、親妙などと号し、通常はこれら複数の号をいくつか組合わせて使用している。また「日本畫師」、「風流倭畫師」、「日本畫工」、「東武大和畫工」、「おやま畫工」などと肩書きしたり、「正名奥村文角政信正筆」と落款したものもある。このうち「正名」や「正筆」と記したのは当時、政信の絵が流行し、偽版が多く出回ったためと考えられる。
鳥居派及び菱川派の画風を独学で学んで、菱川師宣、鳥居清信の影響を受けながらも、独自の画風による美人画、役者絵を描いた。また肉筆浮世絵にも手腕を発揮している。作画期は元禄末期から宝暦期までの五十余年にわたり、版画形式も錦絵誕生の直前まで墨摺絵、丹絵、紅絵、漆絵、紅摺絵、石摺絵などあらゆるジャンルの浮世絵版画を様々な形式で描いている。各時代時代の流行、社会的要請によって、少しずつ画風は変化しながらも、同時代の他の浮世絵師とは異なる画風で常に自己の表現を堅持した。 また政信は、俳諧を立羽不角に学び、掛詞や比喩を用いてユーモラスな句調を特色とする化鳥風に親しんだ俳人でもあり、芳月堂文角という号は師の名前にちなんでつけたものであった。
鳥居清信の絵本を模写した元禄14年(1701年)刊行の遊女絵本『娼妓（けいせい）画牒』（仮題）が初筆である。さらに、翌々年の元禄16年（1703年）に『好色花相撲』という浮世草子を出すなど、徐々に浮世絵師としての地歩を固め、宝永･正徳期には鳥居派に対抗して、多くの丹絵、墨摺絵を上梓している。なかでも「風流…」、「浮世…」と題して、見立を用いて俳諧を加味し、機知に富んだ風俗画の組物を数多く刊行して浮世絵の画域を広げたことは特筆される。画風は清信様式に宮川長春風を加え、生動感を抑えた柔和でふっくらした優しさの滲み出たものとなっている。その後、多くの浮世草子、草双紙の挿絵を描き、享保期には美人画の他、一枚摺の役者絵、風景画、武者絵、花鳥画と多様な分野に活躍、相当な量の紅絵、漆絵を残した。また文筆にも秀で、六段本、好色本なども自ら描き、「色子三幅対」などの三枚組形式や、婦女子が弄ぶ小箱などに貼る貼箱絵というものを工夫し、「源氏物語」シリーズを刊行したのもこの頃であった。画風はふっくらした優しさが後退して、雄々しさ、力強さが加わり、細判にあわせてこぢんまりとしてくる。
元文、寛保、延享、寛延、宝暦と高年になってからも、政信の創作意欲は衰えず、柱絵、中国絵画の遠近法を見て浮絵を初めて制作し、大判の紅摺絵に健筆をふるう。またこの時期、元文5年（1740年）に刊行された「絵本小倉錦」などのように絵本も数多く手がけた。    
政信は肉筆浮世絵も比較的多く描いており、美人画が大半を占めている。代表作として「小倉山荘図」、「西行と遊女図」、「文使い図」などがあげられ、享保以降の政信美人画の優品はこれら肉筆画に多く見られる。政信は版画という小さい画面の制約から開放されたかのように伸び伸びと筆を走らせ、艶麗さでは長春に一歩譲るが、中小画面の構成力では、師宣に匹敵する力量を示した佳品が少なくないといえる。
享保中期頃より「浮世絵一流版元」と称して、日本橋通塩町（現･馬喰町）の版元奥村屋源八（源六）（商標･赤ひょうたん）の経営に参画し、一枚摺では柱にかけて装飾にする幅広柱絵、透視遠近法を用いた浮絵、三幅対風の組物など、新形式の開拓に積極的に努めた。そして人気を得た新商品はすぐに真似されるため、自作に「はしらゑ根元」、「浮絵根元」と記し、政信が本家本元であることを明記した。細判の役者絵にトレードマークの瓢箪印と、「通塩町絵問屋べにゑ　ゑさうし　あかきひやうたんじるし仕候　奥村」と記すなど、宣伝にも工夫を凝らすアイデアマンであった。政信が一枚摺における錦絵創始以前の浮世絵美人画の洗練に果たした役割は大変大きい。 享年79。門人に奥村利信、奥村政房、奥村政利らがいる。

## 作品

### 版本
- 『好色花相撲』 浮世草子 元禄16年
- 『男女比翼鳥』 浮世草子 東の紙子作 宝永4年
- 『絵本小倉錦』 絵本 元文5年
- 『絵本美人顔之雛形三十二相』 絵本 寛延‐宝暦ころ

### 木版画
- 「遊色三福つい」　大々判墨摺絵　東京国立博物館所蔵（重要文化財）
- 「浮世あふぎうり」　横大判墨摺絵　神奈川県立歴史博物館所蔵
- 「遊色張果郎」 大々判丹絵 正徳‐享保前期
- 「鼠の相撲」 大々判丹絵 正徳ころ
- 「色子三幅対」 細判3枚組漆絵 享保7年ころ
- 「浮絵天神祭」　横大判丹絵　東京国立博物館所蔵
- 「佐野川市松の人形遣い」　幅広柱絵判紅絵　東京国立博物館所蔵　※「おどり行　末の松山　夕時雨」の句あり
- 「新吉原大門口中之町浮絵」　横大判紅絵　キヨッソーネ東洋美術館所蔵
- 「坂東彦三郎と小姓吉三郎」　大々判漆絵　東京国立博物館所蔵
- 「市川海老蔵の助六」　大々判　東京国立博物館所蔵　※「若やぎて　海老らの梅や　二度のかけ」の句を添えて記す。
- 「がくの小さん」　細判漆絵　たばこと塩の博物館所蔵 奥村源六版
- 「芝居狂言浮絵根元　中村座　仮名手本忠臣蔵」　横大判漆絵　日本浮世絵博物館所蔵 宝暦6年
- 「両国涼見」　三枚続紅摺絵　東京国立博物館所蔵
- 「禿三幅対」　横大判紅摺絵　千葉市美術館所蔵
- 「染色のやま 閨の雛形」 横大判漆絵 1組12図 寛保年間 春画
- 「物見窓」

### 肉筆画
| 作品名                   | 技法     | 形状・員数 | 所有者                                  | 年代               | 落款                                                              | 備考                                 |
| ------------------------ | -------- | ---------- | --------------------------------------- | ------------------ | ----------------------------------------------------------------- | ------------------------------------ |
| 小倉山荘図               | 絹本着色 | 1幅        | 東京国立博物館                          |                    | 「奥村政信圖」/「政信」朱文方郭内円印                             |                                      |
| 遊女と禿図               | 紙本着色 | 1幅        | 東京国立博物館                          |                    | 「芳月堂奥村政信画」/「奥邨」白文瓢形印                           | 画賛「土手の籠 口舌もなしや 秋の暮」 |
| 西行と遊女図             | 絹本着色 | 1幅        | 東京国立博物館                          |                    | 「奥村政信圖」/「政信」朱文方郭内円印                             |                                      |
| 文使い図                 | 絹本着色 | 1幅        | 出光美術館                              |                    | 「奥村政信圖」/「奥邨」朱文円印・「政信」白文方郭内印             |                                      |
| 中村座歌舞伎芝居図       | 紙本着色 | 六曲一隻   | 出光美術館                              | 享保16年（1731年） | 「享保十六辛亥七月上旬出来 日本畫 奥村政信圖」/「奥邨」白文瓢形印 |                                      |
| 遊女と嫖客図             | 紙本着色 | 1幅        | 出光美術館                              |                    |                                                                   |                                      |
| 人形を使う佐野川市松図   | 絹本着色 | 1幅        | 浮世絵太田記念美術館                    |                    |                                                                   |                                      |
| 客待つ遊女図             | 絹本着色 | 1幅        | 浮世絵太田記念美術館                    |                    |                                                                   | 賛有り                               |
| 文かく遊女図             | 紙本着色 | 1幅        | 浮世絵太田記念美術館                    |                    |                                                                   |                                      |
| 花魁と禿図               | 絹本着色 | 1幅        | 浮世絵太田記念美術館                    |                    |                                                                   |                                      |
| 団十郎 高尾 志道軒円窓図 | 絹本着色 | 1幅        | 浮世絵太田記念美術館                    |                    |                                                                   |                                      |
| 男女遊楽図               | 紙本着色 | 1幅        | たばこと塩の博物館                      |                    |                                                                   |                                      |
| 当流遊色絵巻             | 紙本着色 | 2巻        | 鎌倉国宝館                              |                    |                                                                   |                                      |
| 武者絵                   | 紙本着色 | 1幅        | 鎌倉国宝館                              |                    |                                                                   |                                      |
| 見立七夕二星図           | 絹本着色 | 1幅        | 奈良県立美術館                          |                    |                                                                   |                                      |
| 女万歳図                 | 紙本着色 | 1幅        | 林原美術館                              |                    |                                                                   |                                      |
| 蚊帳美人之図             | 絹本着色 | 1幅        | ロシア国立東洋美術館                    |                    |                                                                   |                                      |
| 閨の色衣                 | 紙本着色 | 1巻10図    | ボストン美術館 （ビゲローコレクション） | 正徳年間           | 款記「奥邨政信圖」 「奥邨」朱文方印・「政信」白文円郭印           | 春画                                 |